# Jeremy Teela
Jeremy Scott Teela, né le 28 novembre 1976 à Tonasket, est un biathlète américain.

## Carrière
Jeremy est originaire de l'Alaska, mais s'entraîne dans l'Utah.
Il fait ses débuts en Coupe du monde en 1997. Lors de la saison 2000-2001, il commence à marquer des points, notamment grâce à une neuvième place sur le sprint des Championnats du monde de Pokljuka. Aux Jeux olympiques d'hiver de 2002 à Salt Lake City, sa base d'entraînement, il obtient une 14e place sur l'individuel comme meilleur résultat.
En janvier 2009, il obtient son premier et unique podium en Coupe du monde en terminant troisième du sprint de Whistler.
Sa meilleure performance aux Jeux olympiques d'hiver reste sa 9e place lors du sprint de Vancouver en 2010 faisant mieux que Jay Hakkinen pour les États-Unis qui avait obtenu une 10e place en 2006.
En 2014, il met fin à sa carrière.
En dehors du biathlon, Teela est sergent dans l'armée américaine.

## Palmarès

### Jeux olympiques d'hiver
| Épreuve / Édition                   | Individuel | Sprint | Poursuite | Départ groupé | Relais |
| Jeux olympiques 2002 Salt Lake City | 14e        | 20e    | 23e       | —             | 15e    |
| Jeux olympiques 2006 Turin          | 51e        | 60e    | —         | —             | 9e     |
| Jeux olympiques 2010 Vancouver      | —          | 9e     | 24e       | 29e           | 13e    |

Légende :
- — : pas de participation à l'épreuve
- : pas d'épreuve

### Championnats du monde
| Mondiaux \ Épreuve                   | Individuel | Sprint | Poursuite | Départ en masse | Relais | Relais mixte                     | Par équipes                      |
| 1997 Osrblie                         | -          | -      | -         | -               | 20e    | Épreuve inexistante à cette date | 14e                              |
| 1999 Kontiolahti / Oslo-Holmenkollen | 75e        | 39e    | 58e       | -               | 18e    | Épreuve inexistante à cette date | Épreuve inexistante à cette date |
| 2000 Oslo-Holmenkollen               | 86e        | 62e    | -         | -               | 16e    | Épreuve inexistante à cette date | Épreuve inexistante à cette date |
| 2001 Pokljuka                        | 55e        | 9e     | 20e       | -               | -      | Épreuve inexistante à cette date | Épreuve inexistante à cette date |
| 2003 Khanty-Mansiïsk                 | 76e        | 10e    | 17e       | 28e             | 17e    | Épreuve inexistante à cette date | Épreuve inexistante à cette date |
| 2004 Oberhof                         | 75e        | 60e    | DNS       | -               | 18e    | Épreuve inexistante à cette date | Épreuve inexistante à cette date |
| 2005 Hochfilzen                      | 54e        | 22e    | 36e       | -               | -      | DNS                              | Épreuve inexistante à cette date |
| 2007 Antholz-Anterselva              | 44e        | 46e    | 46e       | -               | 9e     | DNS                              | Épreuve inexistante à cette date |
| 2008 Östersund                       | 47e        | 73e    | -         | -               | 15e    | 16e                              | Épreuve inexistante à cette date |
| 2009 Pyeongchang                     | 44e        | 69e    | -         | -               | 21e    | 18e                              | Épreuve inexistante à cette date |

Légende :

 :épreuve inexistante

- : n'a pas participé à l'épreuve

### Coupe du monde
- Meilleur classement général : 48e en 2003 et en 2010.
- 1 podium individuel : 1 troisième place.

#### Classements en Coupe du monde
| Saison    | Classement général final | Individuel | Sprint | Poursuite | Mass start |
| 1996-1997 | nc                       |            | nc     |           |            |
| 1997-1998 | nc                       | nc         | nc     |           |            |
| 1998-1999 | nc                       | nc         | nc     | nc        |            |
| 1999-2000 | nc                       | nc         | nc     | nc        |            |
| 2000-2001 | 57e                      | nc         | 52e    | 45e       |            |
| 2001-2002 | 53e                      | 40e        | 51e    | 62e       |            |
| 2002-2003 | 48e                      | nc         | 35e    | 50e       | 40e        |
| 2003-2004 | 66e                      | nc         | 63e    | 68e       |            |
| 2004-2005 | 62e                      | nc         | 52e    | 57e       |            |
| 2005-2006 | 92e                      | nc         | 81e    | nc        |            |
| 2006-2007 | 76e                      | nc         | 62e    | nc        |            |
| 2007-2008 | nc                       | nc         | nc     | nc        |            |
| 2008-2009 | 71e                      | 27e        | nc     | 85e       |            |
| 2009-2010 | 48e                      | nc         | 37e    | 57e       | 40e        |
| 2010-2011 | nc                       | nc         | nc     | nc        |            |
|           |                          |            |        |           |            |
| 2013-2014 | nc                       | nc         | nc     |           |            |